# جود روز
جود روز (بالإنجليزية: Judd Rose)‏ هو صحفي أمريكي، ولد في 1955، وتوفي في 2000.